# Basket
Basket eller basketboll (äldre benämning korgboll) är en lagidrott och bollsport. Under spelet dribblas en boll och passas mellan lagkamrater, för att till slut kastas, tryckas (dunk) eller släppas i den upphöjda målkorgen på motståndarens planhalva.
Basket uppfanns 1891 av den kanadensiske KFUM-tränaren James Naismith. Idag hör basket till de mest utövade sporterna över hela världen och finns med i bland annat det olympiska programmet, och i USA har den en särskilt stor betydelse. Vart fjärde år spelas världsmästerskapet i basket för damer och världsmästerskapet i basket för herrar, arrangerat av internationella basketfederationen, Fédération Internationale de Basketball.

## Historia

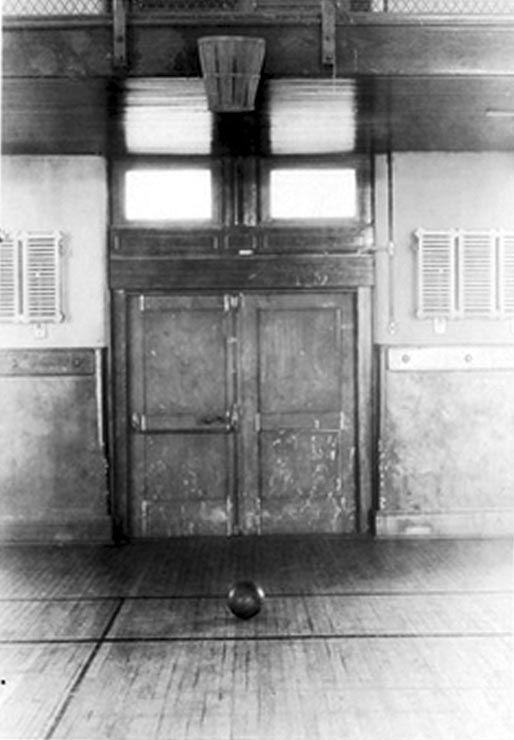
Den första basketbollplanen i Springfield College.

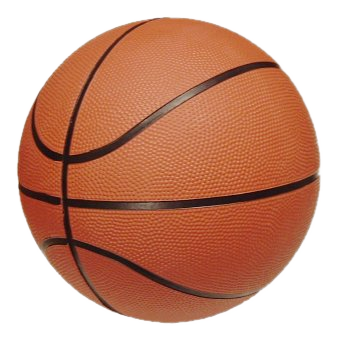
En basketboll

Basket uppfanns av James Naismith från Kanada 1891 för KFUM (YMCA) i Springfield, Massachusetts. Detta ursprungligen med syfte att speciellt i skolan fylla tiden mellan den amerikanska baseboll- och fotbollssäsongen, och vara tillräckligt idrottsligt krävande men fritt från våld och lämpligt för tävling inomhus. Några år senare uppfanns volleyboll i en grannort av en annan KFUM-tränare, av precis samma orsaker, inspirerat av basket, men för att vara aningen mindre fysiskt krävande. Från början bad James Naismith om att få två trälådor för att hänga upp på väggen, men det fanns bara flätade fruktkorgar att tillgå vilket gav sporten namnet "basketball" (av engelskans basket – korg). I början användes stegar för att hämta ner bollen vid målskott, men efter hand upptäckte utövarna fördelen med att ha hål i botten på korgen och slippa klättra upp för att hämta bollen varje gång det blev mål. Senda Berenson Abbott modifierade reglerna så att basket blev lämpligare även för kvinnor. Den första matchen genomfördes 22 mars 1893 vid Smith College i Northampton, Massachusetts.
Korgboll är inte samma sak som basketboll. Att basket tidigare ofta kallades och på finlandssvenska fortfarande benämns korgboll har gjort begreppen diffusa. Korgbollen har funnits sedan 1600-talet och har andra regler; bland annat sex spelare på plan i varje lag, mot basketens fem. Dessutom är kroppskontakt förbjuden i korgboll och det finns ingen planka bakom korgarna. Basketboll är dock besläktat med korgboll, vilket väl härigenom framgår.

## Basketregler

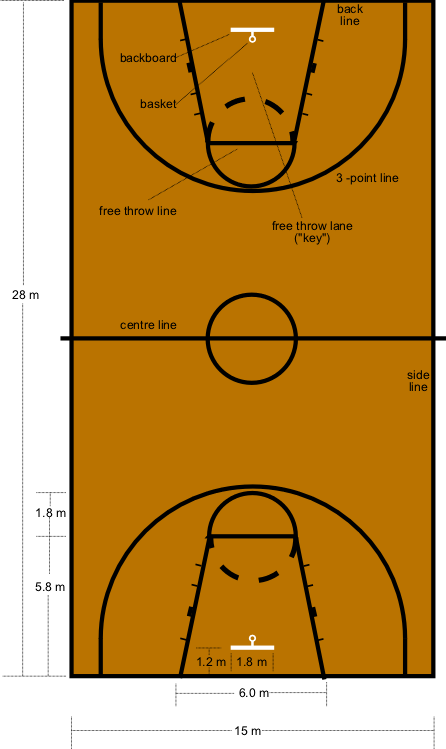
Basketplan enligt FIBA:s regler. Korgens höjd 3,05 meter.

Här beskrivs i första hand de regler som tillämpas i Sverige, uppdaterat hösten 2005. 

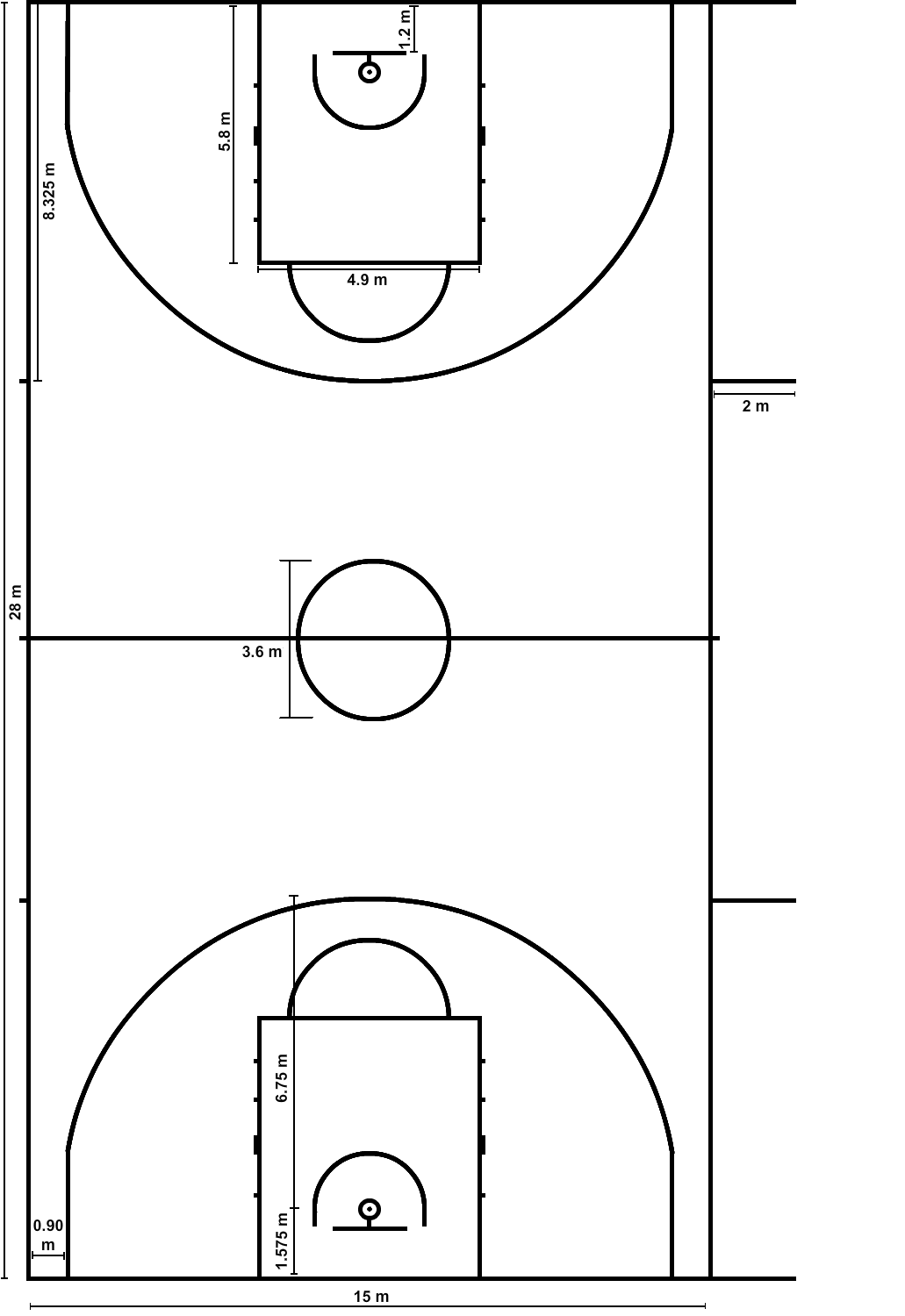
Basketplan utformad efter FIBA:s mått 2010. Korgens höjd 3,05. Planen är ritad efter skala.

James Naismith skrev ursprungligen 13 regler om hur basketen skulle spelas. De reglerna används fortfarande idag som grund för hur regler skrivs. Läs mer: Basketens ursprungliga regler
Basket spelas med fem spelare åt gången på plan. Positioner inom basket är guard, center och forward, motsvarande back, mitt- och anfallsspelare. Det snabba spelet inbegriper offensiva och defensiva uppgifter för samtliga spelare. 
Varje lag måste ha 5 spelare på plan, och får ha maximum 12 spelare i matchen. Byten får ske vid avblåsning (kan ske när man ber om det). Det är vanligt att flera spelare i matchens slut har så många foul (vanligtvis 5 foul) att de inte får spela längre.
Bollen dribblas eller studsas med en hand, men man får inte göra dubbelstuds innan man kastar bollen, som passas mellan lagmedlemmar; bollen är dock död om den studsar två gånger i följd; spelarna gör mål genom att skjuta bollen (kasta med speciell teknik) uppifrån och ned genom motståndarnas korg (ring med nät som sitter fastsatt i planka på 305 centimeters höjd).

### Poäng
Poäng utdelas om bollen uppifrån passerar motståndarens korg. Inom korgområdet ges två poäng samt tre poäng för distansskott (längre än 6,75 meter från korgen) - markeringar på plan visar de olika poängområdena. Straffar döms normalt till 2 kast, där vardera ger en poäng. Men om försvararen begår en foul i kastet, kan det även bli 3 straffkast (om kastet är ett trepoängsförsök), eller ett bonuskast. Bonuskast innebär att bollen gick i och att två eller tre poäng räknas. Dessutom ges möjlighet till att få ännu en poäng via ett straffkast.

### Felaktig dribbling
En spelare har rätt att dribbla bollen. Dribbling innefattar att en spelare med bollkontroll kastar, slår, rullar eller dribblar (studsar) en boll i golvet och sedan tar den igen utan att den vidrör en annan spelare. En spelare har rätt till en dribbling, när den är avslutad får man inte starta en ny dribbling. Man får alltså inte dribbla, ta upp bollen och sedan studsa igen. Det är en dubbelstuds (en form av felaktig dribbling). Att beröra bollen med bägge händerna samtidigt räknas som en avslutad dribbling. Man får inte heller slå bollen med knuten näve, detta på grund av skaderisk. Vid slag med knuten näve utdöms felaktig dribbling. Domartecknet för felaktig dribbling är att domaren för bägge armarna upp och ner bredvid varandra med öppna handflator. (Samma tecken finns även i handboll.)

### Stegfel
Så fort en bollförare tar upp sin dribbling har bollföraren rätt att rotera runt en fot, när detta sker blir den stationära foten roteringsfot. En spelare får rotera runt sin roteringsfot obegränsat. En spelare får även lyfta sin roteringsfot för att passa eller skjuta (inte starta en dribbling) men spelaren får inte lov att sätta ner foten igen. Om detta sker utdöms stegfel.
Om en spelare roterar, och ska påbörja en dribbling, måste bollen röra marken innan roteringsfoten lyfts (det är alltså inte tillåtet att lyfta roteringsfoten och sedan börja dribbla). Domartecknet för stegfel är att domaren rullar båda armarna runt varandra med knutna nävar. (Samma tecken finns även i handboll.)

### Bakåtspel
När ett lag har avancerat bollen till den främre planhalvan får de inte lov att passa tillbaka bollen till den bakre spelaren. Där antal pauser finns och speltid som finns kvar så kan det ibland tillåtas. Annars så utdöms ett bakåtspel. Mittlinjen är en del av den bakre planhalvan.

### Skottklockan
För att motverka passivt spel måste försök till avslut (skott) ha gjorts inom klockans tid, annars går bollen över till motståndarlaget.
Vid fouls eller spark återställs skottklockan till 24 sekunder om anfallande lag ej passerat mittlinjen. Efter att ha passerat mittlinjen ställs skottklockan till 14 sekunder om mindre tid än så återstår. Finns det mer än 14 sekunder kvar på skottklockan förblir den tiden kvar och skottklockan ändras ej ner till.

### 8-sekundersregeln
Ett lag måste avancera bollen till främre planhalvan på 8 sekunder. Om man misslyckas med detta går bollen över till motståndarna.

### 3-sekundersregeln
En offensiv spelare vars lag har bollkontroll på den främre planhalvan får uppehålla sig max 3, på varandra följande, sekunder i motståndarens 3-sekundersområde. Om en spelare stannar längre än 3 sekunder i motståndarnas tresekundersområde utdöms tresekundersöverträdelse och bollen går över till andra laget. Undantag görs dock om:
- Spelaren försöker att lämna området
- Är i tresekundersområdet och spelaren själv eller en medspelare är i rörelse för målskott och bollen är på väg att eller just har lämnat skyttens hand
- Efter att ha varit i området kortare tid än tre sekunder dribblar för att göra ett skottförsök

Tresekundersregeln finns till för att lag inte ska kunna få en osportslig fördel på grund av ett stort längdövertag. Den kan jämföras med offsideregeln i flera andra sporter. Det handlar om att göra spelet roligare att titta på och spela.

### Hållen boll
Nuförtiden startar första perioden med ett traditionellt uppkast så att domaren kastar upp bollen i luften. Om bollinnehav inte kan dömas under spelets gång, till exempel om två spelare har ett fast tag om bollen, så döms hållen boll, vilket ger uppkastsituation som följd. En pil i sekretariatet anger vilket lag som skall få bollen vid nästa liknande situation. Det har sedan denna regel infördes spridit sig ett felaktigt uttryck. Tidigare blåste domaren för hållen boll och åtgärden efter detta var uppkast. Nu blåser domaren istället för en uppkastsituation och åtgärden är inkast. Domaren blåser dock inte "uppkast" vilket hörs väldigt ofta fortfarande.

### Tiden
En svensk match har fyra perioder om 10 minuters effektiv speltid. I NBA spelar man 4×12 minuter, i NCAA 2×20 minuter; tiden för matcherna kan variera ytterligare beroende på nationella bestämmelser. På internationell nivå spelar man dock 4×10 minuter (enligt FIBA-regler).
En coach får begära sammanlagt fem timeouter under ordinarie matchtid (två i första halvlek och tre i andra halvlek). En time-out varar en minut och börjar när domaren blåser och visar tecken för time-out, efter en minut skall spelarna vara redo att återuppta spelet igen. Detta innebär att klockan stannar, så att coacherna kan diskutera taktik med sina spelare. I FIBA kan man enbart få time-out efter avblåsning eller efter ett spelmål mot sig. I NBA, NCAA och NFHS (och eventuellt flera förbund) kan man få time-out under spelet. Då kallas time-outen antingen av spelare på plan eller av coachen. Man kan enbart få en time-out om man har bollkontroll. I NBA tillåts 4 st 1-minuts och två 20-sekunders time-outer per match. Samma sak gäller i college, dock har man 30 istället för 20-sekunders time-outer. Om en match slutar lika blir det förlängning. Förlängningar fortsätter i 5-minutersperioder ända tills något av lagen vinner. En match (undantaget minibasket) kan aldrig sluta oavgjort.

### Foul
Felaktig kroppskontakt och osportsligt uppträdande bestraffas genom foul. Vid max antal fouls (fem för vanliga 'personal fouls', utom i NBA (sex eftersom speltiden är längre)) får spelaren inte spela mer i matchen och ersätts med en annan spelare i laget. Felaktig kroppskontakt innebär antingen att armarna använts för att stoppa motståndaren eller att spelaren använt kroppen på fel sätt. Försvar med kroppen är korrekt så länge vissa regler efterföljs. Dessa regler är komplicerade men kan enkelt beskrivas med att varje spelare har rätt till sitt område och sist dit får foul vid en kollision. Läs mer: Cylinderprincipen
Basket har även mycket stränga uppföranderegler. Om en coach eller spelare på något sätt uppför sig illa straffas han/hon med en teknisk foul. Dessa regler tillämpas hårt. Proffsligorna har, efter ett antal incidenter med spelare som misskött sig, infört mycket stränga straff vid bråk och liknande.

### Lagfoul
Om ett lag under en period fått fem foul, får motståndaren automatiskt två straffkast, även om foulen inte skett under en skottrörelse. Det kallas att få lag-foul. När ett lag har lagfoul blir alla defensiva fouls automatiskt två straffkast för motståndarlaget. I NCAA gäller att vid fem lagfouls får motståndaren ett straffkast efter en defensiv foul mot sig. Förr fanns en regel som sade att vid åtta lagfoul i en period får man skjuta så kallat 1och1-straffkast. Då får man ett straffkast, om man sätter det kastet får man skjuta ytterligare ett kast. Missar man fortgår spelet som vanligt. Denna regel har tagits bort av FIBA.

### Domare

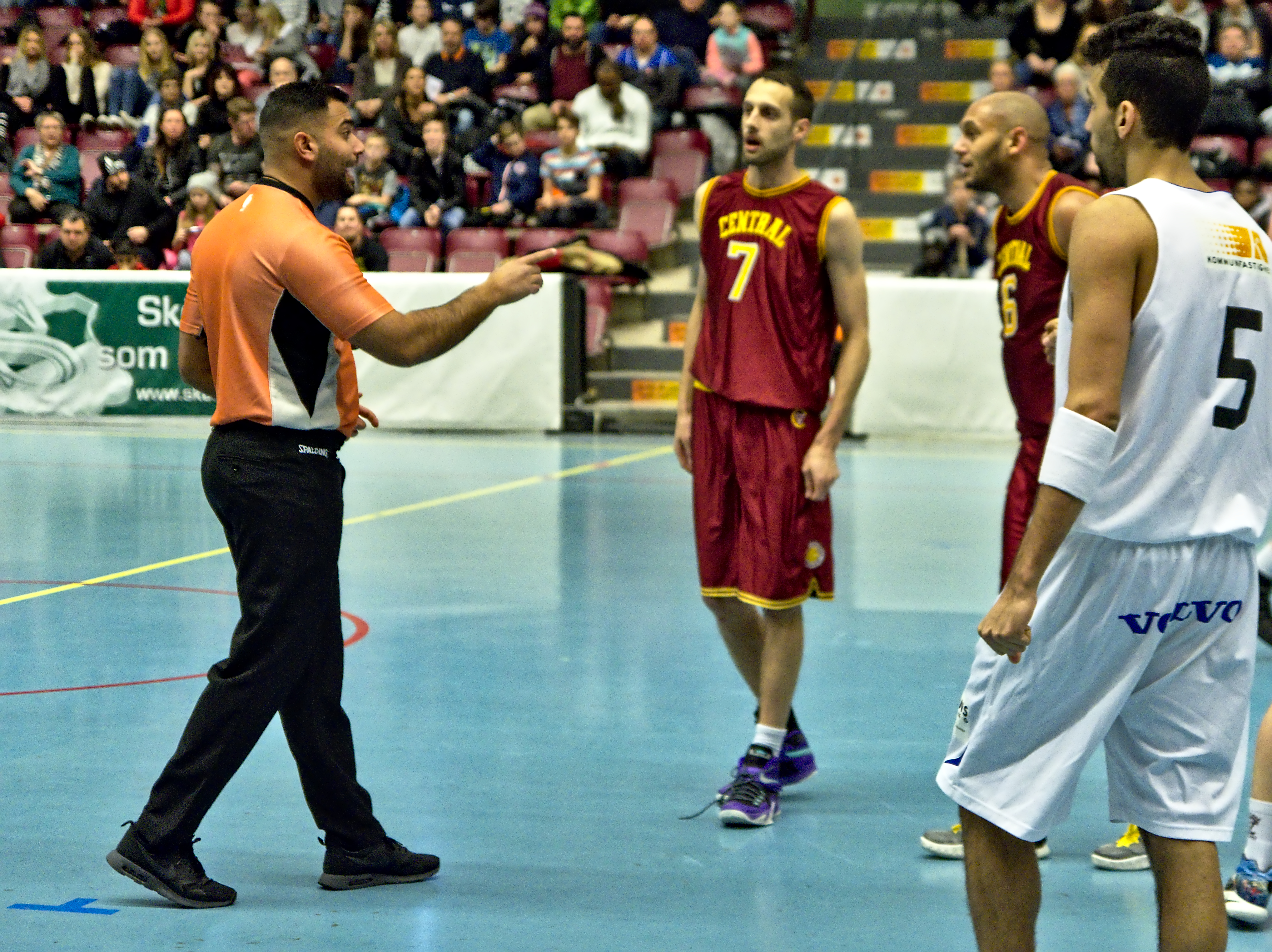
Domare i samtal med en spelare.

Basket döms oftast av tre basketdomare (två på ungdomsnivå och lägre divisioner). Planen indelas i olika zoner och domarna har ansvar för att blåsa vid fouls och överträdelser i sin zon. I motsats till många andra sporter finns inte någon skillnad på förste- och andredomare, utan båda domarna har samma ansvar. Reglerna anger tydligt att domarna, även om den ena är förstedomare, inte får ändra varandras beslut. En helt nyutbildad domares beslut väger alltså lika tungt som en domare som har dömt en OS-final. Basketen har även mycket speciella domartecken, men vissa delas med till exempel handboll. Eftersom spelet går snabbt har tecken utvecklats för att användas så att alla på bråkdelen av en sekund vet vad som hänt och inte ska missuppfattas. Detaljerade beskrivningar kan fås från lokala basketföreningar och nationella basketförbund. Förutom domarna finns ett sekretariat där matchprotokoll och tidtagning sköts. Sekretariatet gör inga egna bedömningar, med ett enda undantag; 24-sekunderstidtagaren fattar egna beslut om när nytt anfall skall anses vara påbörjat (om inte domaren särskilt indikerar detta).

## Domartecken
Basketens tecken är utvecklade för att alla snabbt ska uppfatta vad domaren blåser för. Dessa komponenter ingår:
1. Vad är det, foul eller överträdelse?
2. Åt vilket håll kommer bollen spelas vid inkast, eller blir det straffkast?
3. Ev. foulrapportering till sekretariatet
4. Återuppta spel med inkast eller straffkast

Domare kan blåsa för två saker, fouls eller överträdelser. Vid en överträdelse har ett fel begåtts och bollen kommer ges till det icke felande laget vid närmaste linje. Vid överträdelse visar domaren en hand rakt upp med öppen hand. Exempel på överträdelser är: stegfel, boll över sidan, tre-sekunders och 24-sekundersreglerna. 
Vid en foul har en spelare begått ett regelbrott som innefattar kontakt (undantag teknisk foul) en spelare får enligt FIBA:s regler begå max fem fouls (enligt NBA-regler 6 fouls) och dessa räknas av sekretariatet. Vid en foul blåser domaren med en knuten näve rakt upp, sedan använder han eller hon antingen den andra handen för att peka ut spelaren som begått foul (om det är en defensiv foul) eller så "slår" domaren rakt ut med näven för att visa att det har begåtts en offensiv foul. Vid en defensiv foul behåller det anfallande laget bollen, efter en offensiv foul återupptas alltid spelet med ett inkast för det försvarande laget. Exempel på fouls är: Otillåten användning av hand, slag, "charging" (med eller utan boll) eller blockeringsfoul (offensivt eller defensivt, kallas även rörlig Screen). 
Se vidare: NBA:s Domartecken.

## Utrustning
Basket spelas med en boll gjord av gummi, syntet-/kompositläder eller läder och med omkretsen 725–780 mm beroende på om det är herrar/damer som spelar och/eller vilket internationellt förbund som bestämmer reglerna. Bollen har oftast åtta paneler och bra grepp för att kunna dribbla fort med och för att kunna ändra riktningen ofta.
Traditionellt linne, numera är det snarare en ärmlös tröja som används av spelarna. Långa shorts liksom i andra sporter, tidigare användes betydligt kortare byxor även inom basketen. Inom bland annat den amerikanska proffsligan NBA har många spelare en rad tillägg: pannband, långärmad tröja, svettband och så vidare används flitigt. Spelarna skall ha sitt nummer väl synligt på rygg och bröst. Olika nummer används på olika platser och i olika ligor:
FIBA (Europeiska ligan, OS, Internationella turneringar, FIBA-tävlingar): nr 4-15 (inte 1-3 på grund av att dessa finns som poäng). I Sverige är i nuläget nummer 4-19 tillåtet.
Highschool och College (NFHS respektive NCAA): 00 eller 0 (inte bägge två samtidigt i ett lag) 1-5, 10-15,20-25,30-35,40-45, 50-55
NBA: Alla nummer från 00-99 tillåtna
När domaren ska ange nummer efter till exempel en foul använder denne i Europa ett system där domaren för nummer 4-10 visar 4-10 fingrar, för nummer 11-15 visar en knuten näve plus finger/fingrar på andra handen. Till exempel nr 12 visas genom att domaren visar en knuten näve och två fingrar med den andra handen.
Domare visar alltid vissa fingrar för olika nummer:
1. pekfinger 2. pek- och långfinger (V-tecken)
3. tumme, pek- och långfinger 4. Alla fingrar utom tummen
5. Alla fingrar
Att domaren gör på detta sätt beror på att spelare och åskådare även på relativt långt avstånd ska kunna se vilket nummer domaren visar. Tidigare har domarna bland annat använt lång-, ring- och lillfinger för att visa tre, detta ändrades dock officiellt. Det finns dock fortfarande domare som använder det gamla tecknet av olika skäl. I USA använder domarna ett annat system där de helt enkelt låter ena handen representera tiotal och den andra ental. Vid till exempel 23 visar domaren då två på ena handen och tre på den andra.

## Basket i världen
I världen antas basket, med sina ca 400 miljoner utövare, komma på tredje plats efter fotboll och volleyboll, visserligen svårbedömt. I Europa, Sydamerika och Afrika tros basket vara störst efter fotboll. I USA är basket en av de mest utövade och beskådade sporterna, tillsammans med amerikansk fotboll, softboll och baseboll. Basket introduceras vanligen i skolan, redan i de lägre årskurserna, om idrottsundervisning förekommer.

### Nordamerika
Baskets största och mest stjärnspäckade liga är amerikanska National Basketball Association, NBA, där 29 klubbar från USA och en från Kanada är medlemmar. Det amerikanska proffslivet gör att internationella turneringar allt som oftast får en underordnad roll gentemot proffsligan. Det är sällan som de amerikanska landslag som deltar i VM i basket får med de största stjärnorna. Det rönte stor uppmärksamhet när de amerikanska NBA-stjärnorna slöt upp vid Barcelona-OS 1992 och USA fick namnet Dream Team då det amerikanska landslaget lätt kunde ta hem turneringen.
De amerikanska NBA-proffsens frånvaro till trots så håller de internationella turneringarna hög klass, inte minst då andra länder än USA idag utvecklats starkt inom basketen. Detta syntes inte minst vid VM 2002 då Jugoslavien och Argentina gjorde upp i finalen medan USA fick nöja sig med en femteplats. VM och EM arrangeras av FIBA.

### Europa
Europas närmaste stormakt inom basket är Litauen(rankade 5:a i världen juli 2011) som de senaste åren klivit fram som en av världens starkaste basketnationer. Litauens landslag pressade USA i semifinalen i de olympiska spelen 2000 och vann EM i basket i Sverige 2003. Litauen tog även VM-brons 2010. I Litauen finns ett brinnande intresse för sporten och basket spelas överallt. I Litauen kallas basket ibland för "Litauens religion" och landets basketspelare är kända runt om i världen. Mindaugas Timinskas, Šarūnas Jasikevičius, Arvydas Sabonis, Žydrūnas Ilgauskas, Robertas Javtokas och Ramūnas Šiškauskas anses vara några av de främsta basketspelarna inte bara i Litauen utan i hela Europa. Serbien är ett av många länder i Medelhavsregionen med en stor basketkultur, vilket även inkluderar Spanien(VM-guld 2006, rankade 2:a i världen juli 2011), Italien, Grekland(VM-silver 2006, rankade 4:a i världen juli 2011) och Turkiet(VM-silver 2010,rankade 2:a i världen) samt andra länder på Balkan. Historiskt har Sovjetunionen haft en dominerade roll. Den spanska och den grekiska ligan räknas som de bästa i Europa. Euroleague är basketens motsvarighet till fotbollens UEFA Champions League. I Norge finns sedan 2000 den professionella ligan BLNO.

#### Sverige
Tävlingarna organiseras av Svenska Basketbollförbundet. 

##### Historia
Basketen kom till Sverige under slutet av 1890-talet, då gymnastiklärarinnan Tekla Swedlund tog med sig spelet hem till Gävle efter en vistelse i USA. Tekla skrev i april 1898:
"Jag lärde mig den amerikanska leken Basket Ball - Jag önskar att de av er som har skolor ville införa leken. Jag har infört den i Gefle och den har mottagits med stormande bifall av både flickor och gossar, kvinnor och män. Vi leka basketball varje gång på Kvinnliga gymnastiska föreningen: Läderboll, två höga trästolpar med en korg stadigt fäst i toppen på stolpen. Leken sysselsätter så många. Sänder gärna en utförlig beskrivning av den amerikanska boken Basket Ball. – Tycker jag gjorde ett gott kap för svenska ungdomen, när jag lärde den."
Under andra världskriget fick sporten ett uppsving genom flyktingar från Lettland som 1945 startade Sveriges första basketklubb JKS som betyder KFUM på Lettiska. Svenska Basketbollförbundet startades som en sektion i Svenska Handbollsförbundet 1948 och blev ett eget förbund 1952. Det baltiska inflytandet visar sig bland annat med SK Rigas SM-guld under 1950-talet. Under 1970-talet blev det istället en stark amerikansk prägel över basketen med många amerikanska stjärnor som lyfte elitlagen. 1970-talets storlag var Alviks BK från Stockholm. Den amerikanska prägeln är fortfarande påtaglig i den Svenska basketligan där i dag även amerikanska coacher är vanligt. Dessutom är många av begreppen på engelska. Basket får allt större spridning bland unga i Sverige och kan nu vara Sveriges näst största ungdomssport, efter fotboll, i konkurrens med innebandy och handboll. 2003 spelades EM i basket i Sverige. Den 25 juni 2009, blev Jonas Jerebko första svensk någonsin att "draftas" av ett NBA-lag, Detroit Pistons.

##### Svenska mästare
År 2014 vann Northland (Luleå) SM-guld. År 2012 vann Norrköping Dolphins basketligan. Sundsvall Dragons blev svenska mästare 2011. Norrköping Dolphins blev svenska mästare 2010 både i basket och rullstolsbasket för herrar.
I Damligan vanns SM-guld 2010 av KFUM 08 Stockholm Human Rights. I ungdomsseriernas SM 2010 vann Sanda Wolves guld i U20 herrar och Södertälje BBK i U20 damer.

### Afrika
Afrika har ett antal spelare som spelat eller spelar i NBA, bland andra nigerianen Hakeem Olajuwon. Vartannat år hålls de afrikanska mästerskapen i basket, en tävling som på senare år dominerats av Angola.

## Liknande sporter och bollspel
- Streetbasket
- Korgboll
- Korfball
- Plintboll